# (400117) 2006 UN30
(400117) 2006 UN30 es un asteroide perteneciente al cinturón de asteroides, descubierto el 25 de septiembre de 2006 por el equipo del Spacewatch desde el Observatorio Nacional de Kitt Peak, Arizona, Estados Unidos.

## Designación y nombre
Designado provisionalmente como 2006 UN30.

## Características orbitales
2006 UN30 está situado a una distancia media del Sol de 2,709 ua, pudiendo alejarse hasta 3,148 ua y acercarse hasta 2,270 ua. Su excentricidad es 0,162 y la inclinación orbital 7,125 grados. Emplea 1628,88 días en completar una órbita alrededor del Sol.

## Características físicas
La magnitud absoluta de 2006 UN30 es 17,3.